# Ireneusz Jeleń
Ireneusz Jeleń, född 9 april 1981 i Cieszyn, är en polsk före detta fotbollsspelare (anfallare) som ingick Polens herrlandslag i fotboll i VM i fotboll 2006.
Under åren som landslagsspelare representerade han Wisła Płock i Polens högsta division Ekstraklasa fram till VM-turneringen 2006 och därefter spelade han sex säsonger i Ligue 1 i Frankrike. Efter fem år i AJ Auxerre avslutade han tiden i Frankrike i Lille OSC.